# Jean-Marc Dreyfus
Jean-Marc Dreyfus, född 17 juni 1968 i Strassburg, är en fransk historiker och författare, specialiserad på Förintelsen.